# Ufficio della Guerra (Regno Unito)
Il War Office fu un dipartimento del governo del Regno Unito responsabile dell'amministrazione delle forze armate tra il 1707 e il 1963, quando le sue funzioni furono assunte dal ministero della difesa.
Gli atti del War Office sono catalogati dal Public Record Office con il codice WO. Il nome "War Office" è spesso dato anche al vecchia sede del dipartimento, l'Old War Office Building in Horse Guards Avenue a Londra.